# 皇帝水疗中心
皇帝水疗中心（捷克語：Císařské lázně）又名第一水疗中心（Lázně I），是捷克卡罗维发利的一座代表性水疗建筑，新文艺复兴风格，位于城市南部边缘的Mariánskolázeňská ulici街2号，建于19世纪末，建筑师费迪南德·费尔勒（Ferdinand Fellner）和赫尔曼·赫尔默（Hermann Helmer）。1895年5月6日，举行皇帝水疗中心的开幕式。在其最辉煌的时期，皇帝水疗中心是该市的水疗护理中心。2010年，水疗大楼成为国家保护的文物古迹。
皇帝水疗中心拥有120间浴室。赞德厅（Zanderův sál）最初用作健身房，20世纪80年代末90年代初改为赌场。今天，有一个专门为水疗中心本身和参观过卡罗维发利的名人举办的展览。

## 历史
最晚在1891年底，市议员、浴疗专家卡雷尔·贝彻博士有想法要在这座奥匈帝国经济快速发展的城市建立一个有尊严的水疗设施。建筑计划由奥地利费勒和赫尔默建筑师事务所（Fellner a Helmer）设计，采用新巴洛克风格。1893年，拆除了泰普拉河河岸一家啤酒厂，开工建造。1895年5月6日，皇帝水疗中心举行开幕式。1898年5月19日，建筑的阁楼发生火灾，屋顶和烟囱受损，很快得到修复。
捷克斯洛伐克建国后，皇帝水疗中心于1922年10月更名为第一水疗中心。1948年至1953年进行了重大重建。
自2019年12月以来，正在进行大规模重建工作。

## 建筑
皇帝水疗中心属于卡罗维法利在世界上最有价值的建筑，法国新文艺复兴风格 。建筑面积为2800平方米。。